# Adrián Martínez
Adrián Nahuel Martínez, mais conhecido por Martínez ou Adrián Martínez (Buenos Aires, 13 de fevereiro de 1992) é um futebolista argentino que atua como lateral-direito. Atualmente, joga pelo Olimpo.

## Carreira

### San Lorenzo
Nascido em Buenos Aires, Adrián Martínez joga como lateral-direito, mas também pode jogar como meia pela direita. Começou sua carreira nas categorias de base do San Lorenzo. Se concentrou pela primeira vez com a equipe profissional em 11 de novembro de 2011, a pedido do treinador Leonardo Madelón. Estreou como profissional em 12 de novembro de 2011, contra o All Boys. Martínez teve grande atuação na lateral-direita apesar da derrota de sua equipe. No San Lorenzo, Martínez também foi treinado por Ricardo Caruso Lombardi.

### Olimpo
Acertou sua transferência para o Olimpo em 2012, em transferência que também acertaram com o Olimpo, Nereo Champagne e Nahuel Benítez, todos também vindos do San Lorenzo.

### Quase acerto com o Flamengo
Em 17 de maio de 2013, foi revelado que Adrián Martínez, que pertence a Traffic, era o reforço para a lateral-direita do Flamengo, sendo emprestado ao rubro-negro por uma temporada e seria apresentado nos próximos dias. O lateral vibrou e não escondeu a empolgação com chance de mostrar seu futebol no Brasil.
| “ | Estou muito contente, mas ainda não falaram comigo e nem fecharam. Seria um passo enorme ir para o Flamengo, um grande clube do Brasil. Falta falarem comigo e darem o OK. Sei que as conversas ainda são iniciais. Mas seria um sonho, algo muito lindo jogar num clube muito importante como o Flamengo. Estou muito contente de que tenham interesse em mim. Espero que tudo dê certo e que eu possa mostrar meu futebol aí no Brasil. | ” |

No entanto a negociação houve um desencontro com o empresário do atleta, Mariano Groba, e acabou não ocorrendo a transferência de Martínez para o Flamengo.

### Seleção Argentina
Foi convocado desde a Seleção Argentina Sub-15 até a Sub-20. Ficou em terceiro lugar no Campeonato Sul-Americano Sub-20 de 2011, realizado no Peru. Também ficou em quarto lugar no Campeonato Mundial Sub-20 de 2011, realizada na Colômbia. Ganhou a medalha de prata nos Jogos Pan-Americanos de 2011, realizado no México.

## Estatísticas
Até 25 de maio de 2013.

### Clubes
| Clube             | Temporada         | Campeonato nacional | Campeonato nacional | Campeonato nacional | Copa nacional[a] | Copa nacional[a] | Copa nacional[a] | Competições continentais[b] | Competições continentais[b] | Competições continentais[b] | Outros torneios[c] | Outros torneios[c] | Outros torneios[c] | Total | Total | Total   |
| Clube             | Temporada         | Jogos               | Gols                | Assist.             | Jogos            | Gols             | Assist.          | Jogos                       | Gols                        | Assist.                     | Jogos              | Gols               | Assist.            | Jogos | Gols  | Assist. |
| ----------------- | ----------------- | ------------------- | ------------------- | ------------------- | ---------------- | ---------------- | ---------------- | --------------------------- | --------------------------- | --------------------------- | ------------------ | ------------------ | ------------------ | ----- | ----- | ------- |
| San Lorenzo       | 2010–11           | 0                   | 0                   | 0                   | —                | —                | —                | —                           | —                           | —                           | —                  | —                  | —                  | 0     | 0     | 0       |
| San Lorenzo       | 2011–12           | 12                  | 30                  | 80                  | 2                | 0                | 0                | —                           | —                           | —                           | —                  | —                  | —                  | 14    | 0     | 0       |
| San Lorenzo       | Total             | 12                  | 40                  | 90                  | 2                | 0                | 0                | 0                           | 0                           | 0                           | 0                  | 0                  | 0                  | 14    | 0     | 0       |
| Olimpo            | 2012–13           | 29                  | 0                   | 0                   | —                | —                | —                | —                           | —                           | —                           | —                  | —                  | —                  | 29    | 0     | 0       |
| Olimpo            | Total             | 29                  | 0                   | 0                   | 0                | 0                | 0                | 0                           | 0                           | 0                           | 0                  | 0                  | 0                  | 29    | 0     | 0       |
| Flamengo          | 2013              | 0                   | 0                   | 0                   | 0                | 0                | 0                | —                           | —                           | —                           | —                  | —                  | —                  | 0     | 0     | 0       |
| Flamengo          | Total             | 0                   | 0                   | 0                   | 0                | 0                | 0                | 0                           | 0                           | 0                           | 0                  | 0                  | 0                  | 0     | 0     | 0       |
| Total na carreira | Total na carreira | 41                  | 0                   | 0                   | 2                | 0                | 0                | 0                           | 0                           | 0                           | 0                  | 0                  | 0                  | 43    | 0     | 0       |

- a. ^ Jogos da Copa Argentina e Copa do Brasil
- b. ^ Jogos da Copa Sul-Americana
- c. ^ Jogos do Jogo amistoso

## Títulos
Seleção Argentina
- Medalha de Prata nos Jogos Pan-Americanos de Guadalajara 2011